# 糸魚川市民図書館
糸魚川市民図書館（いといがわしみんとしょかん）は、新潟県糸魚川市に所在する公立の図書館である。

## 建物概要
鉄筋コンクリート3階建、延床面積1,565m2。総工費は約2億3,000万円。
1階には一般図書コーナー、ヤングアダルトコーナー、児童図書コーナー、新聞・雑誌コーナー、AVコーナー、おはなし室、2階には郷土資料室、読書・相談・学習室、郷土資料コーナー、整理事務室、3階には視聴覚室、和室が設けられている。

## 沿革
- 1980年（昭和55年）7月28日 - 着工[3]
- 1981年（昭和56年）7月1日 - 開館[4]
- 2000年（平成12年） - 空調設備改修工事を実施[5]。
- 2012年（平成24年度） - 耐震補強工事を実施[5]。

## 開館時間・休館日
出典→
- 火曜日 - 土曜日、9時30分～19時
- 日曜日、祝日、9時30分～17時
- 休館日は毎週月曜日（月曜日が祝日の場合は翌日）、12月29日 - 1月3日、2月上旬の蔵書整理期間（10日間以内）